# Клочков Яків Тимофійович
Клочков Яків Тимофійович (20 жовтня 1905 , Порховський повітd, Псковська губернія  — 26 вересня 1943 , Синельникове, Дніпропетровська область ) — Герой Радянського Союзу, у роки Другої світової війни командир 100-го окремого моторизованого понтонно-мостового батальйону (5-та понтонно-мостова бригада, 12-та армія, Південно-Західного фронту), майор.

## Біографія
Народився 20 жовтня 1905 р. в с. Городище (зараз Шимський район Новгородська область) в селянській родині. Закінчив 2-а класи. З 1927–1930 рр. проходив діючу термінову службу в армії. Там став командиром відділу. Після демобілізації жив у м. Ленінград, працював на заводах «Сівкабель», «Електроапарат», закінчив робітничій факультет Ленінградського державного університету. У 1953 р. знову був покликаний в армію, закінчив курси удосконалення командного складу (КУКС) при Ленінградському інженерному училищі. Служив поблизу західного кордону в інженерному підрозділі командиром взводу, потім начальником штабу батальйону.
В період Німецько-радянської війни в діючій армії з червня 1941 р. Воював на Західному та Південно-Західному фронтах. З 1942 р. воював у 100-му окремому моторизованому понтонно-мостовому батальйоні, який 26 лютого 1943 р. увійшов до складу знову сформованої 5-ї понтонно-мостової бригади.
З 29 січня по 18 лютого 1943 р. на Південно-Західному фронті брав участь у Ворошиловградській наступальній операції. Під час операції батальйон під командуванням Клочкова Я. Т. збудував переправу через р. Сіверський Донецьк під нескінченними бомбардуваннями. Капітан Клочков забезпечував бойові дії 25-го танкового корпусу, організував створення проходу для танків в умовах глибокого рейду та зумів вивести свій батальйон з-під удару ворожих танків. За цю операцію був нагороджений орденом Леніна.
У складі 5-ї пан тонно-мостової бригади на Південно-Західному фронті брав участь в Ізюм-Барвенській наступальній операції (17-27 липня 1943 р.).
З 17 липня 1943 р. батальйон майора Я. Т. Клочкова забезпечував переправу військ 33-го стрілецького корпусу через Сіверський Донецьк. Майор Клочков зумів навести міст під вогнем ворога протягом 3,5 годин (на 1,5 годину раніше заданого) та забезпечив переправу 2-х стрілецьких корпусів, 3-х танкових полків та мінометної бригади, чим забезпечив прорив оборони супротивника на правому березі р. Сіверський Донецьк. За цю операцію був нагороджений Орденом Вітчизняної війни 2-го ступеня.
Особливо відзначився під час форсування р. Дніпро. В ніч на 26 вересня 1943 р. під вогнем ворога майор Клочков забезпечував переправу військ через р. Дніпро в районі с. Губенське (Вільнянський район Запорізька область). Особисто керував катером, перевозячи десант та бойову техніку на правий берег річки. Був тричі поранений та помер від поранення 26 вересня 1943 р. Був похований у міському саду міста Синельникове.
Указом Президії Верховної Ради СРСР від 19 березня 1943 р. майору Я. Т. Клочкову було присвоєно звання Героя Радянського Союзу (посмертно) за вміле командування підрозділом та проявлені мужність і героїзм проявлені під час форсування р. Дніпро.

## Нагороди
Орден Леніна, орден Вітчизняної війни 2-го ступеня, орден Червоної Зірки.